# کلانتر (روم)
کلانتر (به لاتین: magistratus) یا قاضی رومی در روم باستان برای اشاره به یک مأمور انتخابی به کار می‌رفت.
در دوران پادشاهی، پادشاه (به لاتین: Rex) کلانتر اصلی و دارای قوهٔ اجرایی بود. قدرت وی عملاً مطلق بود، قانونگذار، قاضی، و فرماندهٔ ارتش روم بود. زمانی که پادشاه می مُرد، قدرت وی به سنای روم تفویض می‌شد، که وی نیز یک اینتررکس∗ را برای تدارک انتخابات پادشاه جدید برمی‌گزید. با گذار از پادشاهی به جمهوری، اقتدار پادشاه به دو کنسول روم تفویض شد که هرساله انتخاب می‌شدند. کلانترهای رومی حالا دیگر توسط خود مردم روم انتخاب می‌شدند، و دارای درجه ای از قدرت بودند که به آن «اقتدار عالیه» (به لاتین: maior potestas) می‌گفتند. در جمهوری روم، دیکتاتور نسبت به دیگر کلانترها از بیشترین «اقتدار عالیه» بهره‌مند بود، و پس از وی (به لحاظ اسمی) کنسور قرار داشت، سپس به ترتیب کنسول‌ها، پرایتورها، ادیل کورولی‌ها (ادیلی که مجهز به کرسی کورولی بود)، و کوایستورها. هر کلانتر می‌توانست وتوی خود را علیه اقدام کلانترِ دیگری که همسطح یا مادون اوست اِعمال کند.تریبون‌های مردم و ادیل پلبیها کلانتر به معنای دقیق کلمه محسوب نمی‌شدند چرا که تنها توسط پلبی‌ها انتخاب می‌شدند.

## کلانتری‌های عادی
- دو کنسول جمهوری روم در بین کلانتری‌های عادی بالاترین درجه را داشتند؛[۵] هر ساله توسط مجمع چنتوراتا انتخاب می‌شدند[۶] و هم در امور مدنی و هم نظامی دارای اقتدار مطلق بودند.[۷] پس از انتخابشان، imperium یا «اقتدار عالیه» را از مجمع دریافت می‌کردند. اگر یک کنسول در طول تصدی منصبش وفات می‌یافت، کنسول دیگری (کنسول سوفکتوس∗) برای تکمیل مابقی مدت تصدی کنسول متوفی انتخاب می‌شد.[۸] در طول سال، یکی از دو کنسول به لحاظ درجه از کنسول دیگر برتر بود، و این برتری هر ماه میان آنان دست به دست می‌شد.[۹]هنگامی که تصدی منصب به پایان می‌رسید، عنوان افتخاری «consolare» در سنا را می‌گرفتند، امّا باید ده سال منتظر می‌ماندند تا بتوانند مجدداً به منصب کنسولی نائل شوند.[۱۰]کنسول‌ها همچنین نشست‌های سنا و مجامع شهروندی را ریاست می‌کردند، و مسئولیت نهایی اجرای سیاست‌ها و قوانینِ مصوب دو مجمع نامبرده را داشتند.[۱۱] کنسول همچنین در رأس دیپلماسی روم قرار داشت، می‌توانست تجارت با مردم بیگانه را مدیریت کند و روابط میان سفرای بیگانه با سنا را تنظیم کند. ضمن فرمانی از سوی سنا، کنسول مسئول سربازگیری و فرماندهی ارتش می‌شد.[۱۲]کنسول‌ها دارای اتوریته برتر در کمپ نظامی بودند و باید از سوی سنا با منابع مالی کافی تغذیه می‌شدند تا بتوانند ارتش‌های خود را مدیریت و هدایت کنند.[۱۳]زمانی که در خارج از شهر بودند، اقتدار مطلقی بر سربازان خود و نیز بر هر ایالت رومی∗ داشتند.[۱۴]
- پرایتورها قوانین را اجراء می‌کردند، ارتش‌های ایالتی را فرماندهی کرده،[۱۵] و شاید هم دادگاه‌ها را ریاست می‌کردند. معمولاً آنان به همراه کنسول‌ها در مجمع چنتوراتا کاندیدا می‌شدند. پس از آنکه انتخاب می‌شدند، به آنان از سوی مجمع، imperium یا «اقتدار عالیه» اعطا می‌شد. در غیاب دو کنسول از شهر، پرایتورِ شهریْ روم را اداره، و نشست سنا و دیگر مجامع رومی را ریاست می‌کرد.[۱۶] تا زمانی که پرایتورها دارای imperium یا «اقتدار عالیه» بودند، می‌توانستند یک ارتش را فرماندهی کنند.[۱۷]
- کلانتر بعدی کنسور بود، کسی که هر پنج سال به مسئولیت سرشماری∗ منصوب می‌شد، و در این مدت می‌توانست سناتورهای جدید را منصوب کند یا اینکه مُسن‌ها را حذف کند.[۱۸] اما از سال ۴۳۳ق. م به پیشنهاد دیکتاتور مامرکوس امیلیوس مامرکینوس∗مدت تصدی به ۱۸ ماه کاهش یافت.[۱۹] منصب کنسوری باپرستیژترین منصب در میان تمامی کلانتری‌های عادی بود چرا که تنها کنسول‌های سابق می‌توانستند بدان دست یابند.[۲۰] پس از اینکه کنسول‌ها و پرایتورها توسط مجمع چنتوراتا برای آن سال انتخاب شدند، کنسورها نیز توسط همان مجمع برگزیده می‌شدند. آنان [برخلاف دو کلانتر نامبرده] نه دارای ایمپریوم (اقتدار عالیه)∗ بودند و نه یک لیکتور آنان را همراهی می‌کرد. افزون بر آن، اختیار فراخوانی سنا یا دیگر مجامع رومی (مجمع چنتوراتا، مجمع پلبی‌ها و غیره) را نداشتند. به لحاظ نظری، آنان در رأس رتبه‌بندی کلانترهای عادی قرار داشتند (از جمله نسبت به کنسول‌ها و پرایتورها)؛ امّا این رتبه‌بندی تنها به سبب پرستیژ آنان بود، تا قدرت حقیقی شان. از آنجایی که [کنسورها] به آسانی می‌توانستند از این منصب سوءاستفاده کنند (به خاطر اقتداری که بر روی شهروندان داشتند)، تنها کنسول‌های سابق (معمولاً پاتریسی‌ها) را بدین سمت انتخاب می‌کردند، برای همین بود که این منصب پرستیژ بخصوصی داشت. اقدامات آنان نمی‌توانست با وتو منع شود، مگر با وتو از جانب تریبون پلبی‌ها (که کلانتر به تمام معنای کلمه محسوب نمی‌شدند) یا یک کنسور همکار.[۲۱]هیچ‌یک از کلانترهای عادی نمی‌توانست وتوی خود را علیه یک کنسور اعمال کند، چراکه به لحاظ سلسله مراتب از وی بالاتر نبود. امّا تریبونوس پلبیسها (تریبون پلبی‌ها) به سبب حُرمتی (مصونیتی) که داشتند ــ به عنوان نمایندگان مردم ــ می‌توانستند برخلاف بقیه وتوی خود را علیه هر اقدام یا شخصی، از جمله کنسورها، اِعمال کنند. یک کنسور می‌توانست شهروندی که از سرشماری سرباز زده‌است یا اطلاعات نادرستی به وی داده را جریمه کند یا حتّی دارایی اش را بفروشد. دیگر اقداماتی که مشمول مجازات از سوی کنسور بودند عبارت بودند از رها کردن محصولات کشاورزی، فرار از خدمت نظامی، تخطی از انجام وظایف مدنی، اقدامات فاسد یا داشتن بدهی‌های سنگین. وی می‌توانست یک شهروند را به قبیله ای پَست تر تقلیل دهد، یا یک عدم صلاحیت(nota) در کنار نامش قرار دهد (که تبعاتی از جمله ضبط دارایی، تقلیل به قبیله ای پَست تر، یا حتّی سلب حق شهروندی داشت).[۲۲] بعدها، قانونی (Leges Clodiae∗) تصویب شد که به شهروندان عادی این امکان را داد که علیه این nota دادخواهی کنند.[۲۳] زمانی که سرشماری پایان می‌یافت، از سوی یکی از کنسورها جشنی به نام lustratio برگزار می‌شد. کنسورها وظایفی دیگر نیز داشتند که از جمله آنان مدیریت (نظارت بر) قراردادهای عمومی، و پرداخت‌های طرفین آن بود. هر اقدامی از سوی کنسورها که نیازمند هزینه کردن از خزانه‌داری بود، باید از سوی سنا تصویب می‌شد.[۲۴]
- ادیل‌ها نیز کلانترهایی بودند که برای پیشبرد امور داخلی روم انتخاب می‌شدند، و اغلب با بالاترین مناصب کلانتری همکاری می‌کردند.[۲۵] این منصب در سلسله مراتب اداری روم یا کورسوس هونوروم∗ جای نمی‌گرفت؛ و برای همین تصدی آن به معنای شروع حیات سیاسی یک شخص نبود. هرساله، دو ادیل کورولی (به لاتین: aediles curules) و دو ادیل پلبی (به لاتین: aediles plebei) انتخاب می‌شدند. مجمع چنتوراتا، تحت ریاست یک کلانتر ارشد (یک کنسول یا یک پرایتور) دو ادیل کورولی را انتخاب می‌کرد، آنان نه دارای لیکتور بودند و نه از قوهٔ اجبار بهره‌مند بودند.[۲۶] در عوض، مجمع پلبی‌ها که تحت ریاست یک تریبونوس پلبیس بود، دو ادیل پلبی را انتخاب می‌کرد. تمامی ادیل‌ها در امور روزمرهٔ داخلی روم اقتدار زیادی داشتند، از جمله در مسئلهٔ تهیه و تأمین تدارکات شهر روم (به ویژه گندم)،[۲۷] و حفظ نظم عمومی.[۲۸] همچنین بر بازارهای شهری، بازی‌های عمومی و مراسمات،[۲۹] تعمیر و بازسازی معابد، فاضلاب‌ها، آبارهها، ثبت احوال و نشر فرامین عمومی نیز دارای اقتدار بودند.[۳۰] هر هزینهٔ عام‌المنفعه از سوی یک ادیل کورولی یا یک ادیل پلبی باید از سوی سنا مجوز می‌گرفت.
- منصب کوایستوری در میان مناصب سیاسی ارشد روم پائین‌ترین درجه را داشت. کوایستورها توسط مجمع قومی برگزیده می‌شدند،[۳۱] معمولاً به کنسول‌ها در روم کمک می‌کردند، در ادارهٔ خزانه‌داری و دخل و خرج مالی مشغول بودند؛ در امور مالی همانند یک دبیر (منشی) برای حکمرانان ایالتی∗بودند و در اختصاص منابع یا پرداخت وجوه سربازان ایالتی نقش داشتند.[۳۲] کوایستورها می‌توانستند سکّه رایج را برای مصارف خاص انتشار دهند، البته تنها هنگامی که از سوی سنا مجوز بگیرند.[۳۳] برای همین از سوی کاتبان متعددی همیاری می‌شدند که در مدیریت صورتحساب خزانهٔ مرکزی یا ایالتی به آنان کمک می‌کردند.[۳۴] خزانه خود متشکل از مقادیر هنگفتی از سپرده‌ها ــ چه اسناد و چه ذخایر ارزی ــ بود. اتفاقی نبود که متن قوانین و حتی فرامین سنا (به لاتین: senatus consultum) در خزانه و تحت نظر کوایستورها قرار داده می‌شدند.

### کلانترهای مردمی

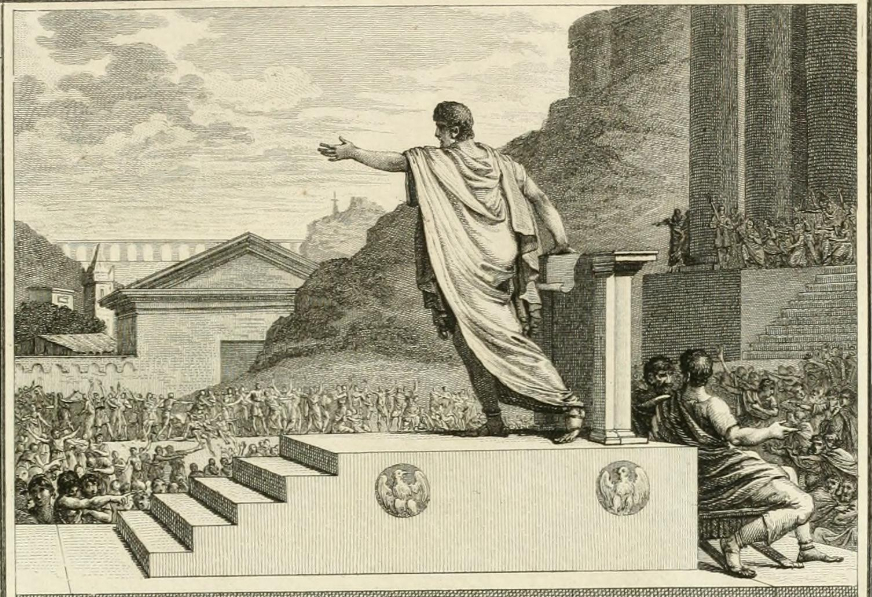
گایوس گراکوس، از برجسته‌ترین تریبون‌های مردم، در مجمع پلبی‌ها با مردم سخن می‌گوید.

تریبونوس پلبیسها و ادیل پلبیها همگی توسط مجمع پلبی‌ها انتخاب می‌شدند و نه توسط پاتریسی‌ها، و برای همین کلانتر به تمام معنای کلمه محسوب نمی‌شدند و از اقتدار ارشد(maior potestas) نیز بهره‌مند نبودند. برای همین کلمهٔ «کلانتر مردمی»∗ واژه نامناسبی است. به آنان به عنوان نمایندگان مردم (پلبی‌ها) می‌نگریستند؛ به طوری که می‌توانستند کنترل مردمی بر اقدامات سنا اِعمال کنند (از طریق حق وتوی خود) و از آزادی مدنی تمامی شهروندان رومی پاسداری کنند. ادیل پلبی‌ها (به لاتین: aediles plebei) از برخی جهات دستیار تریبون‌ها محسوب می‌شدند، و اغلب کارکردی مشابه همان ادیل کورولی‌ها ایفا می‌کردند (به بالاتر بنگرید).
از آنجایی که تریبون‌ها چونان تجسم طبقهٔ متوسط-پائین (پلبی‌ها) نگریسته می‌شدند، دارای حُرمت∗ (مصونیت) بودند. آنان می‌توانستند هرکسی که به یک تریبون در طول خدمتش آسیبی بزند یا در کارش مداخله ای بکند را بُکشند، و همین مسئله مصونیت آنان را بیشتر می‌کرد. تمامی اقتدار تریبون‌ها در واقع از همین مصونیتشان نشأت می‌گرفت. برآیند واضح چنین مصونیتی این بود که آسیب زدن به یک تریبون، نادیده گرفتن وتوی او، یا مداخله در کارش مجازات اعدام را به همراه داشت. مصونیت (حُرمت) یک تریبون تنها در داخل دیوارهای شهر روم دارای اثر عملی بود. اگر یک تریبون در خارج از دیوارهای شهر می‌بود، پلبی‌های روم نمی‌توانستند سوگند خود مبنی بر کُشتن کسی که تریبون را زخمی کرده یا در کارش مداخله کرده را اجرا کنند. اگر یک کلانتر، یک مجمع (برای نمونه مجمع چنتوراتا)، یا سنا، به فرامین یک تریبون بی‌توجهی می‌کرد، وی نیز می‌توانست حُرمت (sacrosanctitas) خود را به میان کشانده و اقدامات آنان را خنثی کند. هرگونه مقاومت در برابر یک تریبون معادل با هتک حرمت شخصیت محترم وی بود و مجازات مرگ را به همراه داشت. نداشتن اقتدار یک کلانتر سبب می‌شد از دیگر کلانترها متمایز و مستقل باشند، به طوریکه هیچ‌یک از مابقی کلانترها نمی‌توانست وتوی خود را علیه یک تریبون به کار ببَرد. در موارد معدودی (برای نمونه در دوران تصدی منصب تریبونی توسط تیبریوس گراکوس) یک تریبون می‌توانست از نوعی وتوی بسیار موسع بر ضد تمامی لوایح حکومتی استفاده کند. با وجود آنکه یک تریبون می‌توانست وتوی خود را علیه هریک از اقدامات سنا، مجامع، یا کلانترها اعمال کند، تنها مجاز بود وتو را علیه قوانین اعمال کند، نه علیه اقدامات عملی. برای همین وی می‌بایستی به هنگام وتو کردن در شهر حضور می‌داشت. به محض آنکه غایب می‌شد، اقدام سنا یا کلانترها می‌توانست عملی شود، گویی که هرگز وتویی در کار نبوده‌است.
تریبون‌ها، تنها نمایندگان مردم، اختیار اعمال حق قضایی provocatio ad populum یا تظلم کردن از مردم را داشتند، حقی که نوعی ضمانت نظری برای دادرسی منصفانه بود، و پیش‌درآمدی بر حق امروزین قرار احضار زندانی. اگر یک کلانتر اقدامی [غیرقانونی] علیه یک شهروند انجام می‌داد، آن شهروند می‌توانست به فرمول قضایی provocatio ad populum متوسل شود، که به معنای آن بود تصمیم کلانتر را به تریبون ارجاع دهد. تریبون نیز موظف بود قضیه را بسنجد و آنگاه [در صورت صلاحدید] به کلانتر اجازه اقدام علیه شهروند مزبور را بدهد. گاهی نیز تریبون آن قضیه را به هیئت تریبون‌ها یا مجمع پلبی‌ها ارجاع می‌داد تا قضیهٔ دادخواهی را بهتر کنکاش و بررسی کنند. اگر دادخواهیِ (provocatio) آن شهروند معتبر تشخیص داده می‌شد، هرگونه اقدام کلانترها علیه وی غیرقانونی می‌شد.

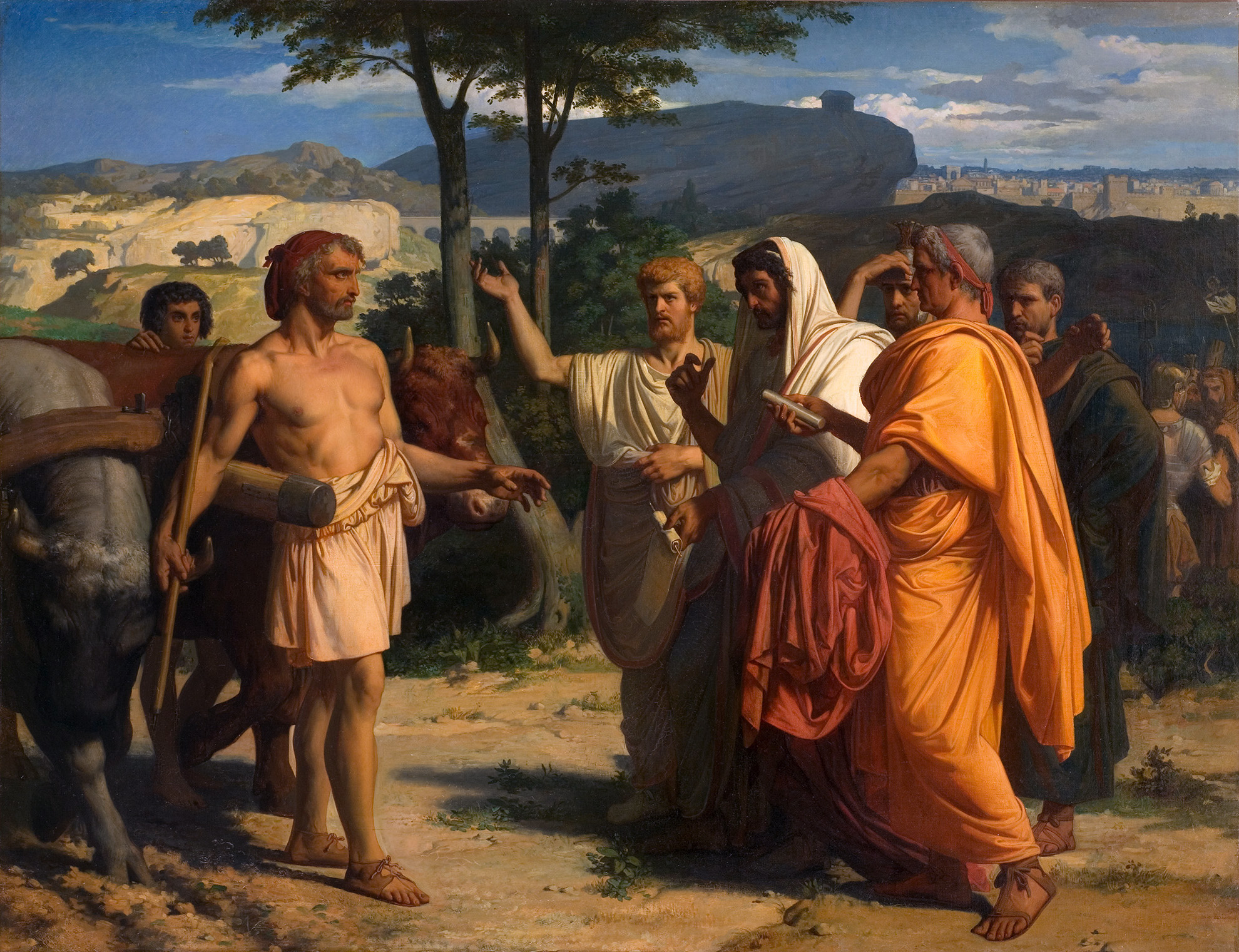
نمایندگان سنا حکم انتصاب به عنوان دیکتاتور را به سینسیناتوس می‌دهند. اثر الکساندر کابانل (۱۸۴۳).

## کلانتری‌های فوق‌العاده
- در موارد شدیداً اضطراری نظامی (و یا به دیگر دلایل) یک دیکتاتور تنها برای شش ماه منصوب می‌شد.[۴۴] اقتداری که یک دیکتاتور بر روی حکومت روم داشت مطلق بود و قابل کنترل توسط نهاد سیاسی دیگری (مثلاً سنا) یا دیگر کلانترها نبود. سیسرون و تیتوس لیویوس بهره‌گیری از ظرفیت نظامی دیکتاتوری را ثبت کرده‌اند، درحالی که دیگران، مانند دیونوسیوس هالیکارناسی، از بهره‌گیری از دیکتاتوری برای حفظ نظم در دوران اعتصاب∗ سخن گفته‌اند.[۴۵] زمانی که احتیاج مبرمی به انتصاب یک دیکتاتور احساس می‌شد، سنا فرمانی صادر می‌کرد که دو کنسول را مؤظف به انتخاب یک دیکتاتور می‌کرد، و وی نیز بلافاصله منصوب می‌شد. در اغلب مواقع، تا زمانی که خطر مرتفع نشده بود دیکتاتورها در منصب باقی می‌ماندند؛ با رفع خطر و اضطرار، آنان استعفا کرده و اقتدار خود را پس می‌دادند.[۴۶] کلانترهای عادی (همچون کنسول‌ها و پرایتورها) در سِمت خود باقی می‌ماندند، امّا استقلال خود را از دست می‌دادند چراکه مادون دیکتاتور می‌شدند. در مواردی که از فرامین دیکتاتور سرپیچی می‌کردند، ممکن بود وادار به استعفا شوند. دیکتاتور می‌توانست حق provocatio ad populum یا تظلم کردن از مردم را نادیده بگیرد؛ حقّی که در دوران تصدی یک دیکتاتور، در کنار آزادی عمل تریبون پلبی‌ها، صرفاً به لحاظ نظری برقرار می‌ماند.[۴۷] اقتداری که دیکتاتور داشت، معادل با مجموع اقتدار دو کنسول بود، آنهم بدون هرگونه کنترل و نظارتی بر اقداماتش. در طول این شش ماهِ اضطراری که یک دیکتاتور بر مسند بود، اوضاع به گونه ای می‌شد که انگار روم موقتاً به دوران پادشاهی بازگشته است و دیکتاتور نیز نقش پادشاه باستانی روم را ایفا می‌کند. دیکتاتور همچنین توسط بیست و چهار تبردار در خارج از دیوارهای مقدس پومریوم∗ و دوازده نفر در داخل آن (دقیقاً همانند پادشاه روم در دوران ماقبل جمهوری) همراهی می‌شد؛ در عوض، یک کنسول تنها دوازده تبردار در خارج از محدوده پومریوم و شش تا در داخل را در معیّت خود داشت. حکومت عادی متوقف شده و همه چیز را در دستان دیکتاتور می‌نهادند، کسی که دارای اقتدار مطلقی بر جمهوری بود.[۴۸] وی پس از انتصابش یک ماجیستر اکوئیتوم∗ (فرمانده سواره نظام) را به عنوان معاون جوان خود برمی‌گزید. زمانی که اوضاع و احوال اضطراری به پایان می‌رسید، حکومت مدنی عادی بار دیگر برقرار می‌شد.
- هر دیکتاتور یک ماجیستر اکوئیتوم∗ (فرمانده سواره نظام) را برمی‌گزید تا کمک حال وی باشد. به وی نیز اقتدار عالیه(ایمپریوم∗) همچون یک پرایتور اعطا می‌کردند. وی کارکردی شبیه به کنسول داشت و برای همین مادون دیکتاتور بود.[۴۹] زمانی که مدت تصدی یک دیکتاتور به پایان می‌رسید، به همان طریق سِمت فرماندهٔ سواره نظام نیز منحل می‌شد.[۵۰] در اغلب موارد دیکتاتور فرماندهی لژیون‌ها را برعهده داشت، درحالی که برای ماجیستر اکوئیتوم، سواره نظام (که در جناحین آرایش نظامی روم جای داشت) باقی می‌ماند.[۵۱] دیکتاتور توسط مردم انتخاب نمی‌شد بلکه چنان‌که گفته شد، دو کنسول وی را برمی‌گزیدند اما ماجیستر اکوئیتوم مستقیماً توسط وی انتخاب می‌شد.[۵۲] این دو کلانتر نامبرده را «کلانترهای فوق‌العاده∗» می‌نامیدند.

## یادداشت
^ . cursus honorum
^ . interrex (جمع به لاتین: interreges) در پادشاهی روم شخصی بود که پس از مرگ یک پادشاه، موقتاً توسط سنای روم برگزیده می‌شد و وظیفه اش تشکیل جلسهٔ مجمع comitia curiata بود که پادشاه بعدی را انتخاب می‌کرد. در واقع یک نایب‌السلطنه موقت بود.
^ . magistratus plebeii
^ . consul suffectus
^ . Roman province
^ . به انگلیسی: Census، به ایتالیایی: Censimento
^ . Mamercus Aemilius Mamercinus
^ . Leges Clodiae یک سری قوانینی بودند که توسط تریبون مردم پوبلیوس کلودیوس پولکر، که مورد حمایت ژولیوس سزار نیز بود، در ۵۸ق. م تصویب شدند. این قانون حدود مشخصی برای اقتدار کنسورها در نظر گرفت و با الزامی کردن توافق دو کنسور بر سر قرار دادن nota کنار نام یک شهروند، قدرت و اختیار آنان را برای جریمه یا سلب حق شهروندی توده‌ها محدود کرد.
^ . به ایتالیایی: Governatori provinciali romani
^ . sacrosancti
^ . حق مزبور، یک شهروند را مجاز می‌کرد که در برابر اقدام قضایی ظالمانه یک کلانتر با فریاد زدنِ !appello tribunos («من تریبون‌ها را فرامیخوانم») یا !provoco ad populum («من به مردم تظلم می‌جویم») دادخواهی کند.
^ . secessio plebis؛ اشاره دارد به نوعی اقدام شهروندان پلبی روم برای اِعمال اقتدار خود بر پاتریسی‌ها، به طوری که به نشانه اعتراض روم را به صورت دسته جمعی ترک نموده و پاتریسی‌های شهر را به حال خود می‌گذاشتند. این اقدام شبیه به اعتصاب سراسری امروزین است. اولین اعتصاب در ۴۹۴ق. م و آخرین آنان در ۲۸۷ق. م رخ دادند.
^ . pomerium
^  magister equitum
^ . Imperium به معنای اقتدار عالیه برای اِعمال زور جهت اجرای قانون است.

## پانوشت‌ها
1. ↑  Abbott، Frank Frost (۱۹۰۱). A History and Description of Roman Political Institutions. Elibron Classics. ص. ۸ و ۱۵.
2. ↑  Abbott، Frank Frost (۱۹۰۱). A History and Description of Roman Political Institutions. Elibron Classics. ص. ۱۵۱.
3. ↑  Abbott، Frank Frost (۱۹۰۱). A History and Description of Roman Political Institutions. Elibron Classics. ص. ۱۵۴.
4. ↑  Abbott، Frank Frost (۱۹۰۱). A History and Description of Roman Political Institutions. Elibron Classics. ص. ۱۹۶.
5. ↑  Byrd، R (۱۹۹۵). The Senate of the Roman Republic, in Senate Document 103-23,. U.S. Government Printing Office. ص. ۲۰.
6. ↑  Byrd، R (۱۹۹۵). The Senate of the Roman Republic, in Senate Document 103-23,. U.S. Government Printing Office. ص. ۲۰.
7. ↑  Polybius. The Histories. ص. ۱۲٫۱-۲.
8. ↑  Byrd، R (۱۹۹۵). The Senate of the Roman Republic, in Senate Document 103-23,. U.S. Government Printing Office. ص. ۲۱.
9. ↑  Lintott، A (۱۹۹۹). The Constitution of the Roman Republic,. Oxford University Press. ص. ۱۰۰.
10. ↑  Byrd، R (۱۹۹۵). The Senate of the Roman Republic, in Senate Document 103-23,. U.S. Government Printing Office. ص. ۱۱۰.
11. ↑  Byrd، R (۱۹۹۵). The Senate of the Roman Republic, in Senate Document 103-23,. U.S. Government Printing Office. ص. ۱۷۹.
12. ↑  Byrd، R (۱۹۹۵). The Senate of the Roman Republic, in Senate Document 103-23,. U.S. Government Printing Office. ص. ۱۷۹.
13. ↑  Lintott، A (۱۹۹۹). The Constitution of the Roman Republic,. Oxford University Press. ص. ۲۱.
14. ↑  Byrd، R (۱۹۹۵). The Senate of the Roman Republic, in Senate Document 103-23,. U.S. Government Printing Office. ص. ۱۷۹.
15. ↑  Byrd، R (۱۹۹۵). The Senate of the Roman Republic, in Senate Document 103-23,. U.S. Government Printing Office. ص. ۳۲.
16. ↑  Byrd، R (۱۹۹۵). The Senate of the Roman Republic, in Senate Document 103-23,. U.S. Government Printing Office. ص. ۳۲.
17. ↑  Lintott، A (۱۹۹۹). The Constitution of the Roman Republic,. Oxford University Press. ص. ۱۰۹.
18. ↑  Lintott، A (۱۹۹۹). The Constitution of the Roman Republic,. Oxford University Press. ص. ۱۱۹.
19. ↑  Tito Livio, Ab Urbe condita, IV, 2, 24.
20. ↑  Lintott، A (۱۹۹۹). The Constitution of the Roman Republic,. Oxford University Press. ص. ۱۱۶.
21. ↑  Lintott، A (۱۹۹۹). The Constitution of the Roman Republic,. Oxford University Press. ص. ۱۱۶.
22. ↑  Byrd، R (۱۹۹۵). The Senate of the Roman Republic, in Senate Document 103-23,. U.S. Government Printing Office. ص. ۲۶.
23. ↑  Lintott، A (۱۹۹۹). The Constitution of the Roman Republic,. Oxford University Press. ص. ۱۱۸-۱۲۰.
24. ↑  Byrd، R (۱۹۹۵). The Senate of the Roman Republic, in Senate Document 103-23,. U.S. Government Printing Office. ص. ۱۷۹.
25. ↑  Byrd، R (۱۹۹۵). The Senate of the Roman Republic, in Senate Document 103-23,. U.S. Government Printing Office. ص. ۳۱.
26. ↑  Lintott، A (۱۹۹۹). The Constitution of the Roman Republic,. Oxford University Press. ص. ۱۳۰.
27. ↑  M.Le Glay, J.L.Voisin, Y.Le Bohec, Storia romana, Bologna 2002, p.67.
28. ↑  Byrd، R (۱۹۹۵). The Senate of the Roman Republic, in Senate Document 103-23,. U.S. Government Printing Office. ص. ۳۱.
29. ↑  Byrd، R (۱۹۹۵). The Senate of the Roman Republic, in Senate Document 103-23,. U.S. Government Printing Office. ص. ۳۱.
30. ↑  Lintott، A (۱۹۹۹). The Constitution of the Roman Republic,. Oxford University Press. ص. ۱۲۹-۱۳۳.
31. ↑  Byrd، R (۱۹۹۵). The Senate of the Roman Republic, in Senate Document 103-23,. U.S. Government Printing Office. ص. ۳۱.
32. ↑  Lintott، A (۱۹۹). The Constitution of the Roman Republic. Oxford University Press. ص. ۱۳۶.
33. ↑  Byrd، R (۱۹۹۵). The Senate of the Roman Republic, in Senate Document 103-23,. U.S. Government Printing Office. ص. ۱۷۹.
34. ↑  Lintott، A (۱۹۹۹). The Constitution of the Roman Republic,. Oxford University Press. ص. ۱۳۳.
35. ↑  Abbott, p. 152
36. ↑  Byrd، R (۱۹۹۵). The Senate of the Roman Republic, in Senate Document 103-23,. U.S. Government Printing Office. ص. ۱۷۹.
37. ↑  Byrd، R (۱۹۹۵). The Senate of the Roman Republic, in Senate Document 103-23,. U.S. Government Printing Office. ص. ۲۳.
38. ↑  Byrd، R (۱۹۹۵). The Senate of the Roman Republic, in Senate Document 103-23,. U.S. Government Printing Office. ص. ۲۳.
39. ↑  Byrd، R (۱۹۹۵). The Senate of the Roman Republic, in Senate Document 103-23,. U.S. Government Printing Office. ص. ۱۷۹.
40. ↑  Lintott، A. The Constitution of the Roman Republic,. Oxford University Press. ص. ۱۲۵.
41. ↑  Abbott, p. 198
42. ↑  Cicero, p. 235
43. ↑  Cicero, p. 236
44. ↑  Byrd، R (۱۹۹۵). The Senate of the Roman Republic, in Senate Document 103-23,. U.S. Government Printing Office. ص. ۲۴.
45. ↑  Lintott، A (۱۹۹۹). The Constitution of the Roman Republic,. Oxford University Press. ص. ۱۱۰.
46. ↑  Byrd، R (۱۹۹۵). The Senate of the Roman Republic, in Senate Document 103-23,. U.S. Government Printing Office. ص. ۲۴.
47. ↑  Lintott، A (۱۹۹۹). The Constitution of the Roman Republic,. Oxford University Press. ص. ۱۱۱.
48. ↑  سیسرون (۱۸۴۱). The Political Works of Marcus Tullius Cicero: Comprising his Treatise on the Commonwealth; and his Treatise on the Laws. ترجمهٔ Francis Barham. London: Edmund Spettigue.
49. ↑  Lintott 1999— p. 112.
50. ↑  Byrd، R (۱۹۹۵). The Senate of the Roman Republic, in Senate Document 103-23,. U.S. Government Printing Office. ص. ۴۲.
51. ↑  Byrd، R (۱۹۹۵). The Senate of the Roman Republic, in Senate Document 103-23,. U.S. Government Printing Office. ص. ۴۲.
52. ↑  Abbott، Frank Frost (۱۹۰۱). A History and Description of Roman Political Institutions. Elibron Classics. ص. ۸ و ۱۵.
53. ↑  "Interrex" (به eng).{{cite web}}:  نگهداری یادکرد:زبان ناشناخته (link)
54. ↑  "Leges Clodiae" (به eng).{{cite web}}:  نگهداری یادکرد:زبان ناشناخته (link)
55. ↑  "Secessio plebis" (به eng).{{cite web}}:  نگهداری یادکرد:زبان ناشناخته (link)
56. ↑  Byrd، R (۱۹۹۵). The Senate of the Roman Republic, in Senate Document 103-23. Government Printing Office. ص. ۲۰.